# دلیک‌تاش (بتلیس)
دلیک‌تاش (به ترکی استانبولی: Deliktaş) یک منطقهٔ مسکونی در ترکیه است که در بیتلیس واقع شده‌است. دلیک‌تاش ۹۶ نفر جمعیت دارد.